# Androfobia
O termo "androfobia", do grego andros (homem) e fobia (medo), significa  um medo anormal e persistente dos homens. Os sofredores experimentam ansiedade mesmo que percebam que não enfrentam nenhuma ameaça real. "Androfobia" é derivado do grego "andros" (homem) e "phobos" (medo). "Andro-" entra em vários outros termos biomédicos, como, por exemplo, andrógeno (um hormônio sexual masculino como a testosterona) e uma pélvis andróide (uma pélvis em forma de homem). Pode designar tanto um certa rejeição a tudo o que diga respeito ao gênero humano masculino, como, também, indicar, em casos mais graves, o desenvolvimento de um transtorno de personalidade, no qual o indivíduo experimenta extrema ansiedade ou medo dos homens e tudo associado ao masculino. Difere de misandria, que representa um estado de ódio persistente contra homens e o masculino, enquanto androfobia é o medo do masculino.

## Transtorno de personalidade
As pessoas que têm androfobia têm medo dos homens. Fobia significa medo, e “andros” é a palavra grega para homem. Uma pessoa com androfobia experimenta extrema ansiedade ou medo dos homens. Para algumas pessoas, até mesmo imagens de homens trazem sintomas imediatos de fobia. Androfobia é um termo antigo. Talvez essa linguagem possa ser alterada para refletir que é uma ideia antiga com atenção e foco renovados.
A fobia é um tipo comum de transtorno de ansiedade . Isso faz com que você desenvolva um medo significativo de algo que não é consistente com o perigo real do item temido. A androfobia se enquadra na categoria de um transtorno fóbico específico. Isso significa que você está com medo ou ansioso em torno de uma entidade em particular (neste caso, homens). Como resultado, você pode evitar situações envolvendo homens ou sentir forte ansiedade quando essas situações ocorrem.
Misandria é o ódio aos homens. Sua contrapartida é a misoginia, o ódio às mulheres. Alguém com androfobia não odeia homens (misândrico). Eles têm medo de homens (androfóbicos). Os especialistas não têm certeza de quantas pessoas têm androfobia. Mas até 12% dos adultos americanos e quase um em cada cinco adolescentes experimentam um distúrbio fóbico específico em algum momento.
As mulheres são duas vezes mais propensas a desenvolver um distúrbio fóbico específico como a androfobia. É mais provável que você desenvolva uma fobia se um dos pais ou parente próximo tiver uma fobia ou outro tipo de transtorno de ansiedade. Passar muito tempo com alguém que tem androfobia pode levar você a começar a ter os mesmos medos. Especialistas acreditam que algumas pessoas têm diferenças genéticas que as tornam mais propensas do que outras a desenvolver um transtorno de ansiedade.
Outros fatores de risco para androfobia incluem: Outra fobia específica, Transtorno de ansiedade, Transtorno do pânico, Transtorno por uso de substâncias. Nem sempre há uma causa clara de por que as pessoas desenvolvem fobias. Muitas vezes, o medo dos homens começa na infância e pode persistir na idade adulta. Para algumas pessoas, uma experiência passada prejudicial ou assustadora com um homem durante a infância pode causar androfobia. Essas situações podem levar ao Transtorno de estresse pós-traumático (TEPT), bem como ao medo dos homens.
Normalmente associada a existência de uma experiência direta ou testemunha de um evento, como: Abuso infantil, abuso doméstico ou outra violência; Figura de autoridade intimidadora ou arrogante ou valentão (professor, pai ou chefe); Agressão sexual, assédio ou estupro.
A androfobia afeta a todos de maneira diferente. Você deve ser: Capaz de estar perto de homens em quem você confia como um parente ou cônjuge, mas não outros homens; Incapaz de estar perto de qualquer homem sem sentir sintomas de pânico; Ansioso só de pensar em estar perto de homens ou ver imagens visuais de homens; Evitando qualquer situação que te coloque perto de homens.
Uma criança que teme os homens pode gritar, chorar, fugir ou tentar se esconder de um homem. Essas reações podem melhorar à medida que a criança cresce. Adultos com androfobia geralmente sabem que seu medo dos homens é irracional, mas não conseguem controlar suas respostas físicas.
Os sintomas da androfobia variam de leves a extremos. Eles podem incluir: Tontura; Boca seca; Extrema sensação de pavor ou terror; Incapacidade de falar ou gagueira; Náusea; Dor de estômago; Sudorese profusa (hiperidrose); Respiração rápida e frequência cardíaca; Tremedeiras; Tensão muscular; Dor de cabeça; Músculos doloridos ou tensos.
Não há um teste de androfobia, mas o padrão de sintomas comuns à androfobia é diagnosticado da mesma forma que outras fobias específicas. Um profissional de saúde mental como um psicólogo pode avaliar seus sintomas e fazer um diagnóstico.
Os seguintes fatores precisam estar presentes para um diagnóstico de transtorno fóbico específico: Um medo intenso dos homens está presente por pelo menos seis meses; Os sintomas quase sempre ocorrem imediatamente quando você está perto de homens ou pensa em estar perto de homens; A ansiedade ou o medo fazem com que você evite situações em que os homens possam estar presentes; O medo afeta sua capacidade de trabalhar, socializar e aproveitar a vida; Sentimentos de medo ou ansiedade não correspondem ao perigo real.